# Dorcadion longulum
Dorcadion longulum là một loài bọ cánh cứng trong họ Cerambycidae.